# Pietra di Bath

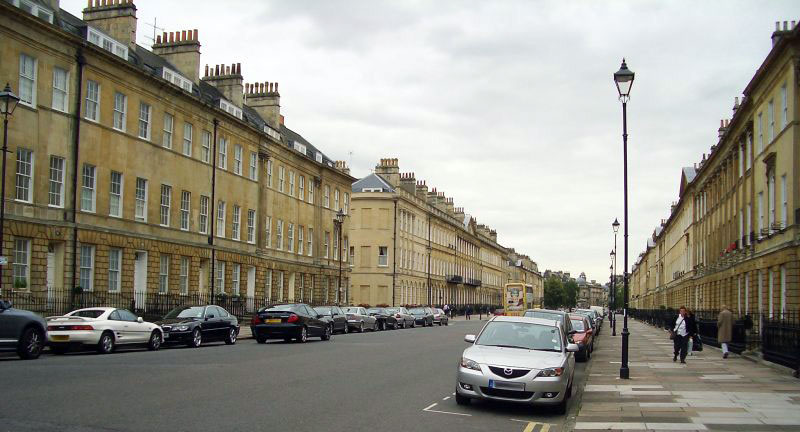
Great Pulteney Street, Bath, guardando ad ovest verso Pulteney Bridge. Lo stile e la pietra di Bath utilizzati sono tipici di gran parte della città.

La pietra di Bath è un calcare oolitico costituito da frammenti granulari di carbonato di calcio. Originariamente ottenuto dalle miniere di Combe Down e Bathampton Down sotto Combe Down, Somerset, in Inghilterra, la sua calda colorazione color miele conferisce alla città di Bath, in Inghilterra, Patrimonio dell'umanità, il suo aspetto distintivo. Una caratteristica importante della pietra di Bath è che è una "pietra da taglio", così chiamata perché può essere segata o "squadrata" in qualsiasi direzione, a differenza di altre rocce come l'ardesia, che formano strati distinti.
La pietra di Bath è stata ampiamente utilizzata come materiale da costruzione in tutto il sud dell'Inghilterra, per chiese, case ed edifici pubblici come le stazioni ferroviarie. Alcune cave sono ancora in uso, ma la maggior parte sono state convertite per altri scopi.

## Formazione geologica
La roccia risale al periodo giurassico (da 195 a 135 milioni di anni fa) quando la regione dove oggi si trova Bath era sotto un mare poco profondo. Si depositarono strati di sedimenti marini e singoli grani sferici, rivestiti di calce, mentre rotolavano intorno al fondo del mare, formando le rocce del Bathoniano. Al microscopio, questi grani o ooliti (pietre d'uovo) sono rocce sedimentarie formate da ooidi: granelli sferici composti da strati concentrici. Tale nome deriva dalla parola ellenica òoion per uovo. Le ooliti sono costituite da ooidi di diametro 0,25-2 mm, mentre le rocce composte da ooidi più grandi di 2 mm sono chiamate pisoliti. Spesso contengono minuscoli frammenti di conchiglie e talvolta persino scheletri di vita marina in decomposizione. La pietra di Bath veniva estratta dalla cava di oolite di Bath e da quella di Combe Down nella formazione oolitica di Chalfield, parte del Great Oolite Group.

## Utilizzo come pietra da costruzione

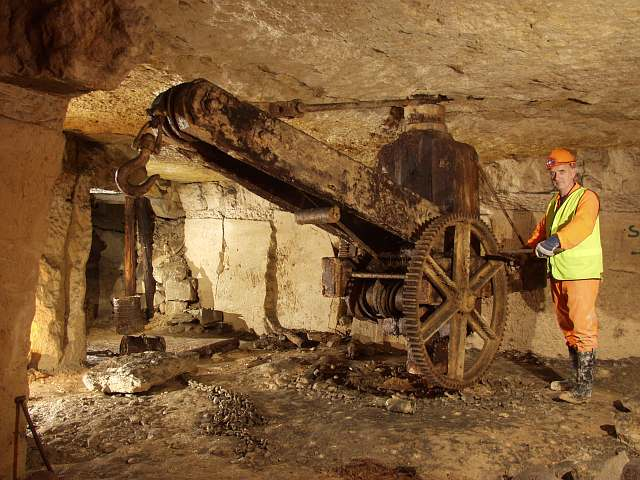
Una vecchia gru a Freshford Quarry

Una caratteristica importante della pietra di Bath è il fatto che è una pietra da taglio, cioè che può essere segata o "squadrata" in qualsiasi direzione. Nei periodi romano e medievale, venne ampiamente utilizzata in progetti di ingegneria domestica, ecclesiastica e civile come i ponti.
Il Royal National Hospital for Rheumatic Diseases, fondato nel 1738, fu progettato da John Wood il Vecchio e costruito con la pietra di Bath donata da Allen. Si tratta di un edificio di interesse storico culturale di II grado. Ha un bel frontone, in pietra di Bath, che raffigura la Parabola del buon samaritano.
La chiesa di St Stephens, situata su Lansdown Hill, a Bath, venne costruita con un calcare proveniente dalla miniera di Limpley Stoke, che si trova nella Limpley Stoke Valley. La chiesa è stata recentemente restaurata.

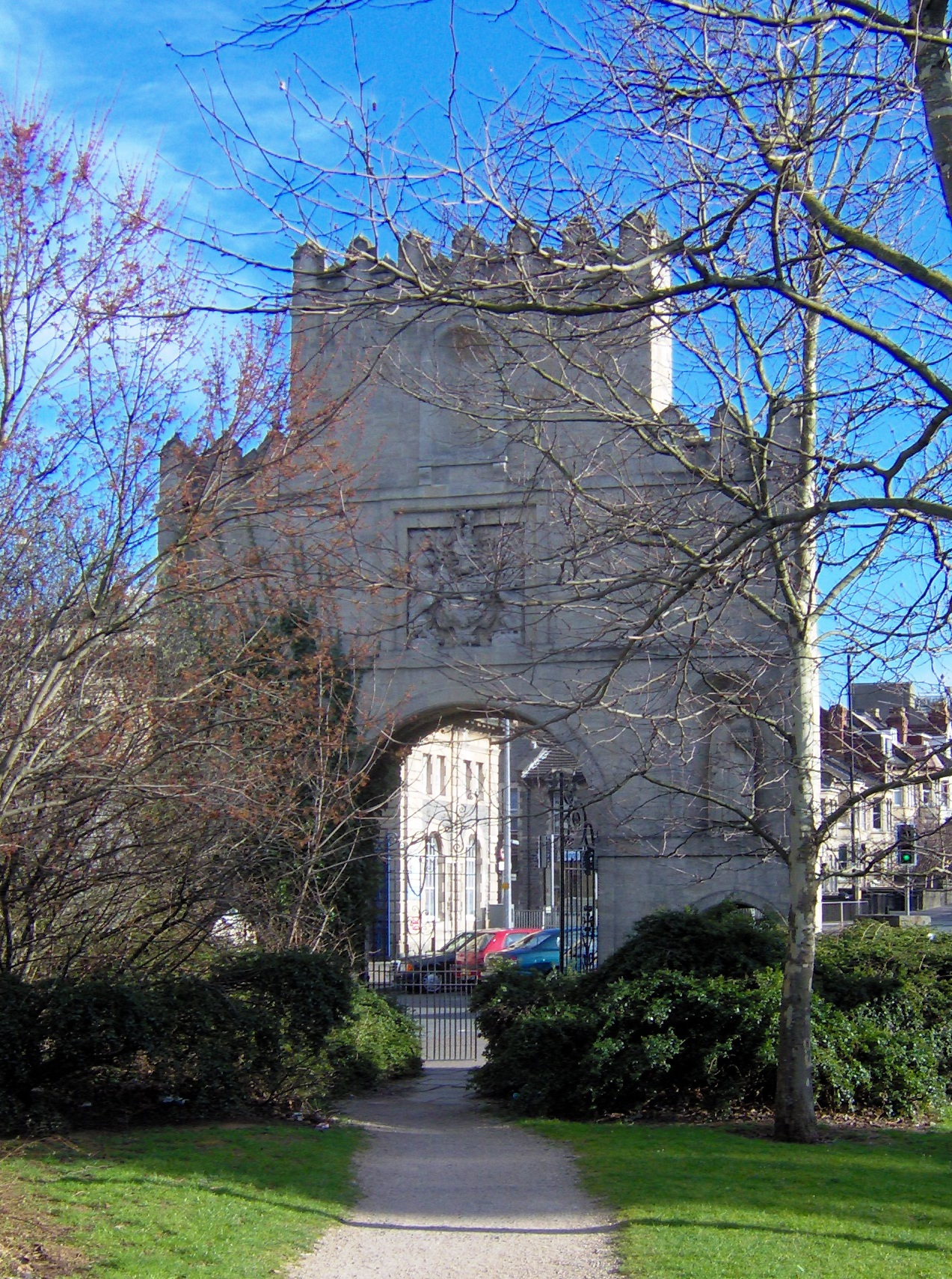
Arno's Court Triumphal Arch

Il materiale è stato ampiamente utilizzato anche al di fuori della stessa Bath. La stazione di pompaggio di Claverton, costruita in pietra di Bath nel 1810 circa, pompa l'acqua dal fiume Avon al canale Kennet e Avon, utilizzando l'energia del flusso del fiume. La pietra è stata utilizzata anche per l'Acquedotto Dundas, che è lungo 137 metri e ha tre archi costruiti in pietra di Bath, con pilastri dorici e balaustre alle estremità.
Gran parte della Cattedrale di Bristol venne costruita in pietra di Bath e la Wills Tower, che è la caratteristica dominante del Wills Memorial Building, è costruita in cemento armato rivestito con pietra di Bath e pietra di Clipsham. Anche la Cabot Tower di Bristol ha la facciata rivestita in pietra di Bath. L'Arco di Trionfo dell'Arno's Court Triumphal fu costruito in pietra di Bath intorno al 1760, e fu successivamente smantellato prima di essere ricostruito nella sua posizione attuale.
La pietra di Bath era una delle preferite dall'architetto Hans Price, che progettò gran parte del Weston-super-Mare del XIX secolo. A Barnstaple, la costruzione del 1855 di Butchers Row utilizzava pietra di Bath.
A Londra, la residenza neoclassica georgiana di Lancaster House fu costruita con pietra di Bath nel 1825 per il duca di York e Albany, il secondo figlio di re Giorgio III, così come la chiesa di St Luke, Chelsea nel 1824 e diverse altre chiese, tra cui La chiesa di Cristo Re a Bloomsbury. Apsley House, la residenza cittadina dei Duchi di Wellington, venne ristrutturata dal I Duca, utilizzando il rivestimento in pietra di Bath sopra i mattoni rossi originali.
A Reading, l'edificio del Royal Berkshire Hospital, del 1839, insieme alle ali aggiunte nel 1860, è costruito in pietra di Bath con tetti in ardesia. Ora è monumento classificato di grado II* dall'English Heritage. Nel 1860 fu costruita la vicina stazione ferroviaria di Reading, che incorpora una torre e un orologio, dalla Great Western Railway che utilizzò pietra di Bath poi anche per la stazione ferroviaria di Chippenham.

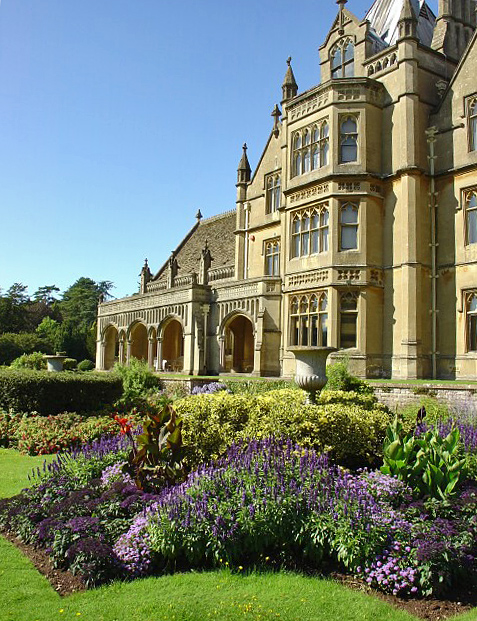
Tyntesfield

Altri edifici che hanno utilizzato pietra di Bath sono: Gatcombe Park, Goldney Hall, Tyntesfield, South Hill Park, Spetchley Park.
Nel 2002 l'East End della Cattedrale di Truro è stato completamente rinnovato e restaurato con alcune delle elaborate pietre di Bath sostituite con la più resistente pietra di Syreford. Nel 2005 il West Front è stato restaurato in modo simile. Entrambi i progetti sono stati supervisionati da MRDA Architects di Londra, gli architetti della cattedrale.

## Cave
La pietra di Bath veniva estratta sottoterra a Combe Down e Bathampton Down Mines, nel Somerset e, come risultato del taglio del Tunnel Box, in varie località nel Wiltshire, tra cui Box e Corsham.
All'inizio del XVIII secolo, Ralph Allen promosse l'uso della pietra di Bath stessa, e ne dimostrò il potenziale utilizzandola per la sua villa a Prior Park. A seguito di un'offerta fallita per fornire pietra agli edifici a Londra, Allen voleva un edificio che mettesse in mostra le proprietà della pietra come materiale da costruzione
e acquisì le cave di pietra di Combe Down e Bathampton Down Mines. Fino a allora i cavatori avevano sempre tagliato la pietra grossolanamente fornendo blocchi di varie dimensioni. Wood richiedeva che i blocchi di pietra fossero tagliati con bordi nitidi e puliti per le sue caratteristiche facciate classiche. La caratteristica pietra di Bath di color miele venne utilizzata per costruire la città georgiana. La pietra veniva estratta con il metodo "stanza e pilastro", con il quale venivano estratte le camere, lasciando pilastri di pietra per sostenere il tetto. Allen costruì una linea ferroviaria dalla sua miniera su Combe Down che portava la pietra giù per la collina, ora conosciuta come Ralph Allen Drive, che corre accanto a Prior Park, fino a un molo che costruì a Bath Locks sul Kennet and Avon Canal per trasportare pietre a Londra.
Nelle miniere del XVIII secolo a Budbury vicino a Bradford on Avon e Corsham le cave furono sviluppate dalle famiglie Methuen e Northey. La miniera di Monkton Farleigh venne affittata ai cavatori dalla diocesi di Salisbury.
L'estrazione sotterranea di pietra di Bath continua nell'area di Corsham ma su scala minore rispetto al passato. Ad esempio, Hanson Bath & Portland Stone, parte del gruppo HeidelbergCement, gestisce la cava sotterranea di Hartham Park nel distretto di Hudswell (a sud-ovest di Pickwick). Il Bath Stone Group gestisce la miniera di Stoke Hill.

### Box Mine
La Box Mine è costituita da una rete di tunnel, che hanno origine dal lavoro di estrazione della pietra iniziato durante l'occupazione romana della Gran Bretagna e cessato nel 1968. La miniera è ora famosa per i viaggi sotterranei ricreativi e ospita una grande popolazione di pipistrelli. Fino al 10% della popolazione britannica totale di pipistrello a ferro di cavallo maggiore utilizza a volte la miniera e nel sito sono stati contati un massimo di 230 individui della specie. Anche il pipistrello a ferro di cavallo minore utilizza la miniera, così come le quattro specie di Myotis: i pipistrelli Whiskered, Brandt, Natterer e Daubenton.

### Miniere di Combe Down e Bathampton Down

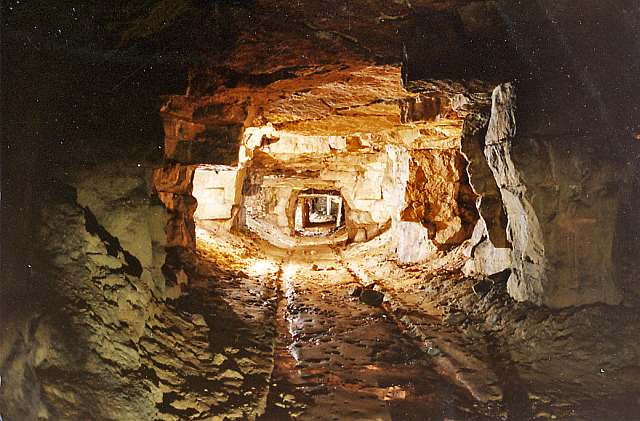
Miniera Combe Down con un tram

Le miniere di Combe Down e Bathampton Down risalgono al XVII e XVIII secolo, quando la pietra veniva estratta con il metodo "stanza e pilastro", con il quale venivano estratte le camere, lasciando tra loro pilastri di pietra per sostenere il tetto. La miniera contiene una serie di manufatti tra cui tram, carreggiate e basi di gru ben conservate. Le pareti e le colonne della miniera sono costellate di segni di picconi e attrezzi da scavo e mostrano l'uso di enormi seghe per pietra, tutte testimonianze della varietà di tecniche utilizzate per estrarre la pietra nel corso dei trecento anni di storia della miniera. Nessun piano di abbandono delle miniere né dei tunnel né delle caverne, noti come vuoti, è stato fatto prima della legge mineraria del 1872. Dopo la loro chiusura, le miniere furono utilizzate per una varietà di scopi, tra cui una coltivazione di funghi e come rifugio antiaereo durante le incursioni dei Baedeker a Bath durante la seconda guerra mondiale.

## Altri usi delle miniere di pietra
Durante gli anni 1930 ci fu il riconoscimento della necessità di fornire un deposito sicuro per le munizioni nel sud del Regno Unito e una vasta area delle cave intorno all'area di Corsham fu rinnovata dai Royal Engineers come una delle tre principali scorte di munizioni. Questo deposito di munizioni era servito da una linea ferroviaria di derivazione dalla linea principale da Londra a Bristol, che si diramava appena fuori dall'ingresso orientale del Box Tunnel. Una parte del complesso di cave sotterranee venne sviluppata come "fabbrica ombra" per motori aeronautici, per fungere da ripiego nel caso in cui la fabbrica della Bristol Aeroplane Company, a Filton, fosse stata messa fuori combattimento a causa di un bombardamento ostile. In pratica questa fabbrica non venne mai utilizzata.

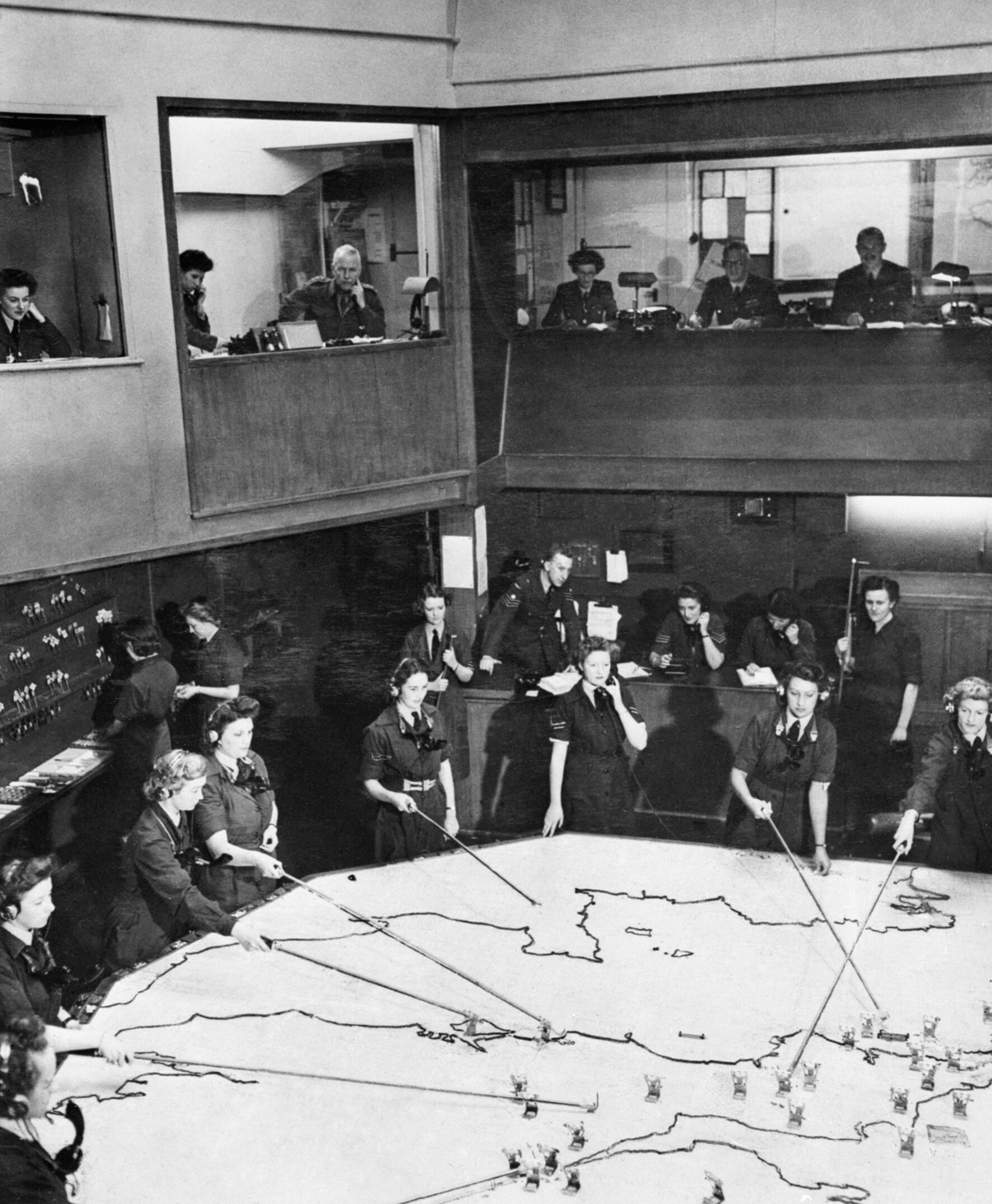
La sala operativa del quartier generale del gruppo n. 10 del comando combattente della RAF, Rudloe Manor (RAF Box), Wiltshire, che mostra i plotter WAAF e gli ufficiali di servizio al lavoro, 1943.

In un'altra parte dell'area della cava, la Royal Air Force Box realizzò il quartier generale del No10 Fighter Group, Royal Air Force. Il RAF Box venne successivamente ribattezzato RAF Rudloe Manor e ampliato per comprendere una serie di funzioni di comunicazione, tra cui No1 Signal Unit, Controller Defense Communications Network, No1001 Signal Unit Detachment e Headquarters RAF Provost & Security Service. No1SU e CDCN erano entrambi alloggiati in bunker all'interno del complesso della cava, che comprendeva anche un Centro di comando regionale della RAF per il sud-ovest dell'Inghilterra.
La dottrina della difesa britannica durante il primo periodo della guerra fredda indicava la necessità di una posizione di riserva per il governo centrale al di fuori di Londra, per assumere il controllo nazionale in caso di distruzione di Londra. Venne scelto il complesso della cava di Corsham e lo sviluppo del sito iniziò negli anni 1950. In caso di un imminente attacco nucleare, si presumeva che il governo sarebbe stato evacuato da Londra in treno o in elicottero. La struttura avrebbe fornito un rifugio sicuro per il Primo Ministro, il Gabinetto, i comandanti della Royal Air Force, della Royal Navy e dell'esercito britannico e per supportare i dipendenti pubblici e il personale militare. Le strutture all'interno del complesso includevano alloggio e ristorazione per quasi 4.000 persone, tra cui un ospedale, la produzione di energia elettrica organica e la capacità di isolare il complesso dall'ambiente esterno, contaminato da radiazioni o altre minacce.
Le strutture di difesa conosciute con vari nomi in codice come Stockwell, Turnstile, Hawthorn e Burlington vennero costruite nelle cave e includevano il comando e controllo militare, l'alloggio e una sede di riserva del governo nazionale. Alcune aree del complesso della cava vennero rinforzate e dotate di misure di supporto per garantire la resilienza in caso di attacco nucleare. Il sito venne dismesso e posto in stato di cura e manutenzione a metà degli anni 1990 in seguito alla frammentazione dell'Unione Sovietica e della fine della guerra fredda. Successivamente è stato messo in vendita, subordinatamente a un'iniziativa di finanziamento privato, per l'uso continuato delle strutture fuori terra.
Durante gli anni 1980, nella cava venne costruito il Corsham Computer Center e gli attuali esempi di altri usi includono non solo gli stabilimenti di difesa, ma anche una cantina a Eastlays (vicino a Gastard) e l'archiviazione per supporti magnetici (per la protezione dei dati fuori sede) al Monk's Park (vicino a Neston).
La miniera di Monkton Farleigh fu utilizzata come deposito centrale di munizioni durante la seconda guerra mondiale. Una parte del sito che non venne utilizzata dai militari è ora una parte di particolare interesse scientifico di Brown's Folly.

## Riabilitazione in miniera
Durante il 1989 un appaltatore di servizi pubblici fece irruzione inaspettatamente in una parte del complesso minerario di Combe Down mentre scavava una trincea. Ciò sollevò preoccupazioni a livello locale, con il risultato che l'allora consiglio comunale di Bath commissionò degli studi per esaminare le condizioni delle miniere. Era chiaro che erano in uno stato di grave pericolo e alcuni esperti le consideravano le più grandi, poco profonde e instabili del loro genere in Europa. Circa l'80% delle miniere, che hanno fino a 9 metri di altezza e coprono un'area totale di circa 18 ettari (180 000 m²), avevano meno di 6 metri di copertura e in alcuni punti un minimo di 2 metri.
Nel marzo 1999, l'allora Dipartimento dell'Ambiente, dei Trasporti e delle Regioni (DETR), ora noto come Dipartimento per le comunità e il governo locale, ha annunciato un programma di stabilizzazione del territorio, basato sul Derelict Land Act 1982. Si rese necessario uno strumento legislativo parlamentare (2002 n. 2053) prima che il lavoro potesse essere intrapreso. Venne selezionato il calcestruzzo espanso come il miglior materiale da utilizzare nel riempimento su larga scala delle vecchie miniere. Oltre 400 000 metri cubi (523 180 cu yd) di cemento espanso sono stati iniettati nelle miniere sotterranee meno profonde, rendendo l'operazione la singola più grande applicazione di cemento espanso nel Regno Unito.